# Червоне (Коростенський район)
Червóне — село в Україні, в Народицькій селищній територіальній громаді Коростенського району Житомирської області. Населення становить 29 осіб.

## Історія
Вперше фіксується на топокарті 1939 року. Станом на 10.02.1952 року  відоме як хутір Червоний Болотницької сільської ради.

## Уродженці
- Майєр Іунія Григорівна (1895—1967) — український кінохудожник.